# Макаровка (Резекне)
Макаровка (латыш. Makarovka) — один из районов в Резекне. Граничит с Центральным, Северным и Южными районами своего города, а также с Резекненским краем.

## История
Раньше это была старообрядческая деревня. В 1897 году ее было население составляло 103 человека.

## География

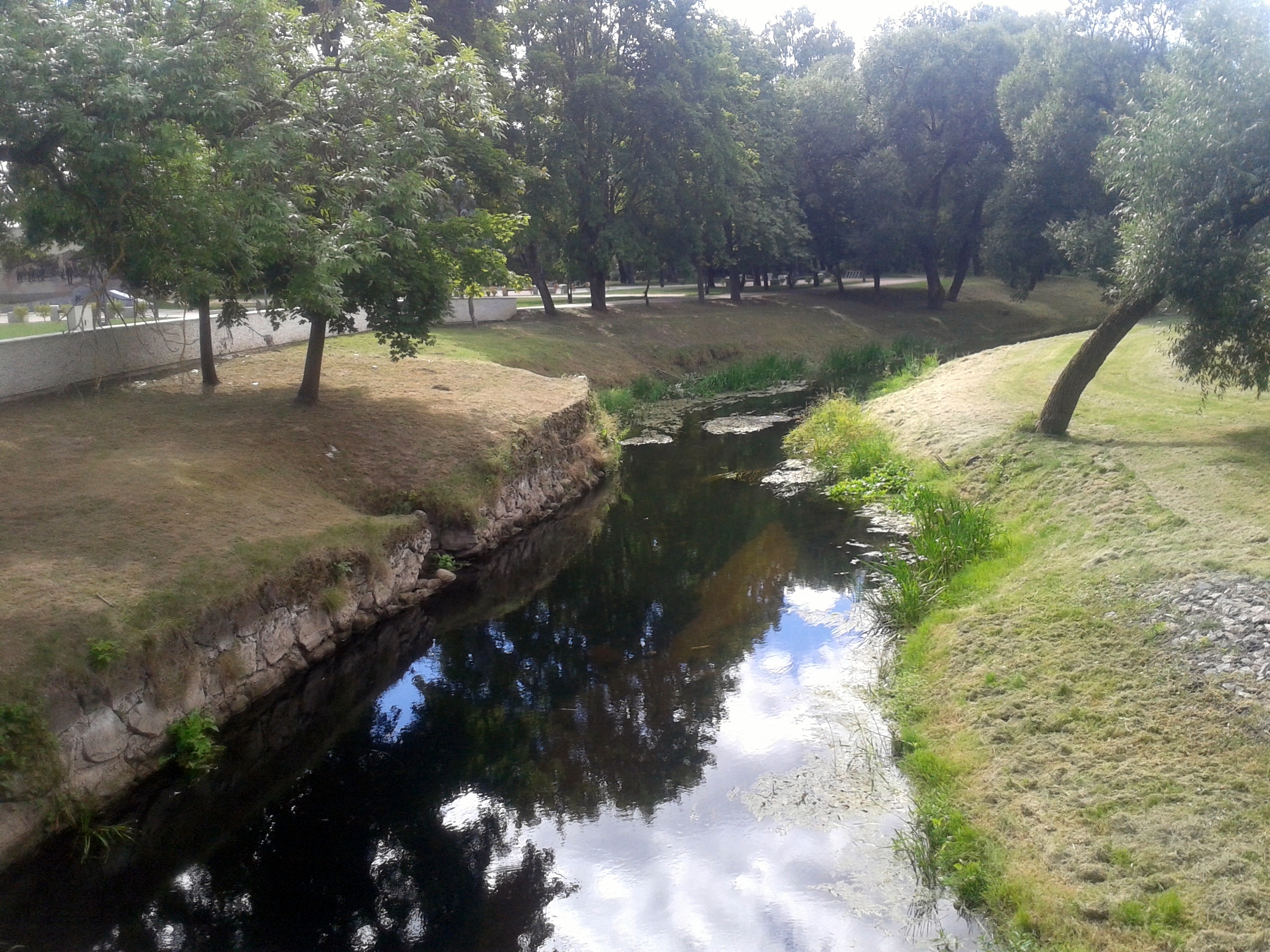
Резекне в районе Випинга

На территории Макаровки есть река Резекне.